# カステルポート
カステルポート（イタリア語: Castelpoto）は、イタリア共和国カンパニア州ベネヴェント県にある、人口約1,200人の基礎自治体（コムーネ）。

## 地理

### 位置・広がり
ベネヴェント県のコムーネ。県都ベネヴェントから西北西へ7kmの距離にある。

#### 隣接コムーネ
隣接するコムーネは以下の通り。
- アポッローザ
- ベネヴェント
- カンポリ・デル・モンテ・タブルノ
- フォリアニーゼ
- ヴィトゥラーノ